# Shekarpas
Shekarpas (persiska: شکرپس) är en ort i Iran.   Den ligger i provinsen Gilan, i den norra delen av landet, 190 km nordväst om huvudstaden Teheran. Shekarpas ligger 1 meter över havet och antalet invånare är 139.
Terrängen runt Shekarpas är kuperad åt sydväst, men åt nordost är den platt. Runt Shekarpas är det ganska tätbefolkat, med 134 invånare per kvadratkilometer. Närmaste större samhälle är Langarud, 12,6 km nordväst om Shekarpas. Trakten runt Shekarpas består till största delen av jordbruksmark.